# Bruno Trawinski
Bruno Trawinski (* 24. September 1893 in Bromberg; † 13. Dezember 1977) war ein deutscher Politiker und Landtagsabgeordneter der CDU und des Zentrums.

## Leben und Beruf
Nach dem Besuch der Volksschule bildete er sich an der Volkshochschule weiter und belegte Kurse in Volkswirtschaftslehre an der Universität Münster. Von 1933 bis 1935 war er Hörer an der Verwaltungsakademie der Universität Breslau. 
Von 1919 bis 1933 war Trawinski Mitglied der Zentrumspartei und der Gewerkschaft der christlichen Metallarbeiter. 1946 wurde er Mitglied der CDU und gehörte zahlreichen Parteigremien an. Ab 1946 war er Sozial- und Rechtssekretär beim DGB in Köln.

## Abgeordneter
Vom 20. April 1947 bis 17. Juni 1950 war Bruno Trawinski Mitglied des Landtags des Landes Nordrhein-Westfalen. Er wurde im Wahlkreis 057 Düsseldorf-Mettmann-Süd direkt gewählt.